# Saidjahus leucocephalus
Saidjahus leucocephalus is een pissebed uit de familie Eubelidae. De wetenschappelijke naam van de soort is voor het eerst geldig gepubliceerd in 1894 door Gustav Budde-Lund.